# Condado de Carbón
El condado de Carbón (del inglés: Carbon County) es un condado del estado de Utah, Estados Unidos. En el año 2000 la población era de 20.422 habitantes. En 2005 se estima que había decrecido hasta los 19.437 habitantes. Recibe su nombre por el carbón de la zona. Su capital y mayor ciudad es Price.

## Geografía
Según la oficina del censo de Estados Unidos, el condado tiene una superficie total de 3.845 km². De ellos 3.829 km² son tierra y 16 km² están cubiertos de agua.

### Condados adyacentes
- Utah, Utah - (noroeste)
- Duchesne, Utah - (norte)
- Emery, Utah - (sur)
- Uintah Utah - (este)
- Sanpete, Utah - (oeste)
- Grand, Utah - (suroeste)